# Celleporaria pilaefera
Celleporaria pilaefera är en mossdjursart som först beskrevs av Ferdinand Canu och Ray Smith Bassler 1929.  Celleporaria pilaefera ingår i släktet Celleporaria och familjen Lepraliellidae.
Artens utbredningsområde är Röda havet. Inga underarter finns listade i Catalogue of Life.